# Эльбрус-2С3
Эльбрус-2С3 (К1891ВМ068) — процессор общего назначения архитектуры «Эльбрус» со встроенными ускорителями 2D/3D-графики и кодирования-декодирования видео разрабатываемый АО «МЦСТ».

## Архитектура
Эльбрус-2С3 выполнен по схеме система на кристалле, имеет два ядра МЦСТ «Эльбрус» общего назначения с рабочей тактовой частотой 1,6 - 2,0 ГГц, пиковой производительностью до 192 гигафлопс одинарной точности и 96 гигафлопс двойной точности. В ядра встроен кэш L1 в размере 64 Кбайт для данных и 128 Кбайт для команд, кэш L2 в размере 2 Мбайт. На кристалле расположены: одно ядро ускорителя 2D-графики МЦСТ «МГА», шесть ядер ускорителя 3D-графики Imagination «PowerVR», два канала памяти с поддержкой модулей DDR4-2400 ECC с пропускной способностью до 38,4 Гбайт/с, ускорители для работы с видеокодеками (VP9, H.265, H.264, VC-1), имеется возможность воспроизведения видео в разрешении 4K. Встроен контроллер периферийных интерфейсов третьего поколения. Спроектирован по техническим нормам TSMC 16 нм.
В рамках микроархитектуры ядер МЦСТ «Эльбрус» реализована аппаратная поддержка защищенных вычислений, исполнение двоичных кодов в системе команд Intel х86 и х86-64 с помощью двоичной трансляции.

## Применение
Первый компьютер на основе инженерного образца процессора Эльбрус-2С3 представлен концерном «Автоматика» в августе 2021 года в рамках международного военно-технического форума «Армия-2021».
В сентябре 2021 года были объявлены планы о разработке ноутбуков на базе процессоров Эльбрус-2С3.

## Санкции
Производился на фабрике TSMC в Синьчжу, Тайвань. В 2024 году исполнительный директор Консорциума отечественных разработчиков систем хранения данных РосСХД Олег Изумрудов заявил в интервью «Газете.Ru», что в связи с санкциями против РФ производство процессоров «Эльбрус» и «Байкал» может быть перенесено в материковые провинции Китая, на что понадобится от года до полутора лет